# Lambert Bos
Pour les articles homonymes, voir Bos.
Lambert Bos, né le 23 octobre 1670 à Workum et mort le 6 janvier 1717 à Franeker, est un philologue hollandais.

## Biographie
Fils d’un maitre d’école à Workum, il fit ses études à l'université de Franeker, où il fut ensuite nommé lecteur en 1697 et professeur de grec en 1704.

## Œuvres
On lui doit : 
- Ellipses Graecae (1702 et Leipzig, 1808), traduit en anglais par John Seager (1830)
- une édition de la Version grecque des Septante, Franeker, 1709
- Antiquitates Graecae (les Antiquités de la Grèce en latin) (Franeker, 1714) avec plusieurs éditions
- Regulae praecipuae accentum, 1715.

Il a aussi publié :
- Vetus Testamentum, Ex Versione lxx. Interpretum (1709)
- des notes sur Thomas Magister (1698)
- Exercitationes P/zilologicae (1700)
- Animadversiones ad Scriptores quosdam Graecos (1715)
- deux petits traités sur les Accents et la Syntaxe du grec.

## Source
Cet article comprend des extraits du Dictionnaire Bouillet. Il est possible de supprimer cette indication, si le texte reflète le savoir actuel sur ce thème, si les sources sont citées, s'il satisfait aux exigences linguistiques actuelles et s'il ne contient pas de propos qui vont à l'encontre des règles de neutralité de Wikipédia.